# 牛津大学玛格丽特夫人学堂
瑪格麗特夫人学堂是英国牛津大学的一个学院。学院位于牛津城北部大学公园北边。始建于1879年，为牛津的第一个全女生学院，后于1979年改为男女混校。該學院接收本科生和研究生，在諾靈頓排名上位列第22名。2006年学院得到三千四百万英镑的社会捐赠。

## 外部連結
- LMH Home Page – Official Site （页面存档备份，存于）
- Lady Margaret Hall MCR Website
- Image Galleries of Lady Margaret Hall （页面存档备份，存于）
- Virtual Tour of Lady Margaret Hall （页面存档备份，存于）
- Archive Photos of Lady Margaret Hall